# 尾﨑由紀子
尾﨑 由紀子（おざき ゆきこ、1958年 - ）は、日本の材料工学者。大手鉄鋼メーカー初の女性準役員級となるJFEスチール理事、九州大学大学院工学研究院教授を経て、大阪大学接合科学研究所招聘教授、粉体粉末冶金協会会長、日本学術会議会員。

## 人物・経歴
静岡県三島市生まれ。1976年静岡県立韮山高等学校卒業。1982年北海道大学理学部化学科卒業。1987年北海道大学大学院理学研究科博士課程修了、理学博士。1988年川崎製鉄入社。1989年結婚。1991年に長男を、1993年に長女・次女を出産。
2010年JFEスチールスチール研究所鉄粉・磁性材料研究部長。2014年日本金属学会評議員。2015年には日本の大手鉄鋼メーカー3社で初の女性準役員級となる、JFEスチール理事に登用された。
2016年九州大学大学院工学研究院教授。2020年日本学術会議会員（第3部）、日本鉄鋼協会幹事。2022年粉体粉末冶金協会副会長。2024年大阪大学接合科学研究所接合機構研究部門招へい教授、粉体粉末冶金協会会長。専門は粉末冶金、磁性材料。

## 受賞
日本金属学会技術賞(2010)、日本鉄鋼協会三島賞(2013)、発明協会発明奨励賞(2017)他。